# Nell Leyshon
Nell Leyshon (* 1962 in Glastonbury, Somerset, England) ist eine englische Dramatikerin und Autorin.

## Leben
Leyshon schloss mit einem Prädikatsexamen in Englischer Literatur an der University of Southampton ab. Seit 2002 veröffentlichte sie ihre Theaterstücke, die zum Teil zuerst als Hörspiele von BBC Radio 4 und BBC Radio 3 ausgestrahlt wurden. Zwei ihrer Romane und zwei Kurzgeschichten in einem Band wurden zwischen 2004 und 2008 verlegt.
Leyshon war 2011 Gastdozentin an der University of Southampton. Sie lebt in der Grafschaft Dorset.

## Werke
Theaterstücke/Hörspiele, die sämtlich im Verlag Oberon Books, London veröffentlicht wurden
- 2002: Milk. zusammen mit Stephen McAnena; ausgezeichnet 2003 mit dem Richard Imison Memorial Award
- 2002: The Farm. aufgeführt im Southwark Playhouse, London
- 2003: Glass Eels. 2007 im Hampstead Theatre, London
- 2003: Dokumentation: The Home Field
- 2005: Comfort me with Apples. aufgeführt im Hampstead Theatre; ausgezeichnet mit dem Evening Standard Most Promising Playwright Award
- 2007: Winter. aufgeführt in Neufundland, Kanada
- 2007: basierend auf einer Kurzgeschichte von Daphne du Maurier Don't Look Now das von den Sheffield Theatres in Auftrag gegeben worden war. Bei der Aufführung im Lyceum Theatre in Sheffield mit der Musik von J. Peter Schwalm führte Lucy Bailey Regie. Weitere Aufführungen erfolgten am Lyric Theatre Hammersmith, London.
- 2009: Paradise. mit dem Schauspielkollektiv Salt Factory aus Dorset wurde im Südwesten Englands aufgeführt.
- 2010: Bedlam. im Globe Theatre in London. Es ist das erste Stück einer weiblichen Autorin, das im Globe seit seiner Gründung im Jahre 1599 aufgeführt wurde und spielt im 18. Jahrhundert in der 2011 noch in Bromley existierenden Londoner Irrenanstalt Bethlem Royal Hospital auch Bedlam genannt.[1] Uraufführung im Globe war am 5. September 2010.

Bücher
- The Farm. Oberon, London 2002, ISBN 1-84002-329-5.
- Black Dirt. Picador, Pan Macmillan, London 2004.
- Comfort Me with Apples. Oberon, London 2005, ISBN 1-84002-633-2.
- Devotion. Picador, Pan Macmillan, London 2006, ISBN 978-0-330-42641-1.
- Glass Eels. Oberon, London 2007, ISBN 978-1-84002-753-2.
- The Voice. Picador, Pan Macmillan, London 2008 mit den zwei Kurzgeschichten The Voice und F Sharp.
- basierend auf einer Kurzgeschichte von Daphne du Maurier: Don't Look Now. Oberon, London 2007, ISBN 978-1-84002-730-3.
- Bedlam. Oberon, London 2010, ISBN 978-1-84943-052-4.
- The Colour of Milk. Ecco, New York City, USA 2012, ISBN 978-0-06-224582-3.
  - Übersetzung: Die Farbe von Milch. Dt. von Wibke Kuhn, Eisele Verlag, München 2017, ISBN 978-3-96161-000-6.
- Memoirs of a Dipper. Fig Tree, 2015
- Der Wald. Dt. von Wibke Kuhn, Eisele Verlag, München 2019, ISBN 978-3-96161-052-5.
- Ich, Ellyn. Dt. von Wibke Kuhn, Eisele Verlag, München 2022, ISBN 978-3-96161-129-4.